# Cardamine komarovii
Cardamine komarovii är en korsblommig växtart som beskrevs av Takenoshin Nakai. Cardamine komarovii ingår i släktet bräsmor, och familjen korsblommiga växter. Inga underarter finns listade i Catalogue of Life.